# 待機児童ゼロ作戦
待機児童ゼロ作戦（たいきじどうぜろさくせん）とは、2001年に小泉内閣により掲げられ、保育所、保育ママ、幼稚園の預かり保育などを活用して、受け入れ児童数を15万人増やすことで待機児童の解消を目指すとしたもの。また2008年には福田内閣により新しい「新・待機児ゼロ作戦」が発表され、今後10年間で保育所などの受け入れ児童数を、100万人増やすなどの目標を設定した。
働きながら子育てをしたい親の希望をかなえるため、保育サービスを「質、量ともに強化する」とした。

## 概要
待機児童が100万人を越えるなどし社会問題化するなか、働きながら子育てをしたい親の希望をかなえるため、保育サービスを質、量ともに強化するために、問題解決のための様々な目標設定がされた。保育所の整備のほか、自宅で子どもを預かる保育ママの充実なども含めた待機児童問題解消に向けた政策として進められた。

## 待機児童ゼロ作戦（2001）
保育所、保育ママ、幼稚園の預かり保育、それらを活用し、受け入れ児童数を15万人増やすことで待機児童の解消を目指した。子どもを預ける親などの間でしか知られていなかった待機児童問題が、これを機会に大きく報道されることになったとも言われている。
その後、厚生労働省が待機児童数の定義そのものを変更し、カウント要件が変更されたことで表向きの待機児数は減少。待機児ゼロ作戦により待機児が減ったと思われていたところ、それ以前の定義でカウントした待機児童は全く減っていないどころか増えていたことが明らかになると、問題が再燃することとなった。また入所児童を増やしても、それ以上に希望者も増え続ける事態となり、待機児童は一向に減らなかった。
また政策は「数」を増やすことのみに主眼がおかれ、認可保育園の規制緩和が進められたことから、保育園の「質」の低下が指摘されるようにもなり待機児童ゼロ作戦の弊害についても問題視されるようになった。

## 新・待機児童ゼロ作戦（2008）
新作戦では、働きながら子育てをしたい親の希望をかなえるため、保育所などの受け入れ児童数を現在の200万人から100万人増やすこととした。また小学１～３年生を対象にした学童保育も68万人から145万人増やすことを目標に掲げた。
新待機児ゼロ作戦では自宅で子どもを預かる保育ママの充実が推進された。しかし保育ママ制度は制度はあっても、所得問題や他人の子供を預かる責任の重さなどから人員が集まらない事態となった。自治体からの補助があったとしても、保育園とは違い「個人の保育ママ」と「個人の保護者」との人間関係となるためその責任の曖昧さなどが問題として指摘されている。